# Jurij Moskvitin
Robert Jurij Moskvitin Hansen (født 6. januar 1938, død 25. maj 2005 på Frederiksberg) var  klassisk pianist, komponist, filosof, matematiker, journalist, forfatter og boheme.
Jurij Moskvitin opvoksede i Danmark; hans mor var russisk aristokrat og hans far var dansk civilingeniør. Han  studerede ved Det Kongelige Danske Musikkonservatorium i København, og han opnåede en kandidatgrad i filosofi ved Københavns Universitet. Han var en ven af Karen Blixen, Simon Spies, Ilja Bergh og Henrik Stangerup.
Kort før sin død medvirkede han i de første udsendelser af Danmarks Radios TV-program-række "Smagsdommerne" – og posthumt udkom hans Henrik Stangerup-biografi "Du må ikke sjuske med dit liv" til fortrydelse for Stangerups pårørende, der følte sig gået for nær af Moskvitins stærkt subjektive portræt af vennen Stangerup og hans kampe mod omverdenen.